# Emirates Stadium
L'Emirates Stadium è uno stadio britannico che si trova nel quartiere londinese di Islington;  costruito tra il 2004 e il 2006, è sede degli incontri interni dell'Arsenal, il club inglese che ne detiene la proprietà.
Lo stadio ha una capienza di 60260 posti a sedere.
È il terzo stadio per capienza in Premier League dopo l'Old Trafford di Manchester e il Tottenham Hotspur Stadium di Londra, nonché il quarto per capienza a Londra, dopo Wembley, Twickenham e il Tottenham Hotspur Stadium.
Durante le fasi di costruzione e progettazione, era conosciuto come Ashburton Grove, dal nome del quartiere, prima che nell'ottobre del 2004 fossero venduti i diritti del nome alla compagnia aerea Emirates.

## Ideazione e costruzione
L'iniziale proposito di ricostruire lo stadio di Highbury incontrò la disapprovazione dei residenti, dal momento che avrebbe previsto la demolizione di 25 case tra loro vicine. Dopo varie consultazioni, il club decise di abbandonare questo progetto, anche perché non riteneva sufficiente la capienza prevista, pari a 48 000 spettatori.
L'Arsenal presentò un'offerta ufficiale, poi respinta dalla Football Association, per l'acquisto dello Stadio di Wembley nel marzo 1998 e utilizzò questo stadio per le proprie partite casalinghe di UEFA Champions League dal 1998 al 2000.
Nel novembre 1999 il club cominciò ad esaminare la fattibilità della costruzione di un nuovo stadio ad Ashburton Grove. Dopo l'ottenimento delle prime autorizzazioni, il sito, situato a 450 metri da Highbury, divenne ufficialmente la sede designata per il progetto di un impianto da 60 000 posti nel novembre 2000.
La costruzione dello stadio iniziò nel febbraio 2004. Lo stadio fu completato nell'agosto 2005, in anticipo rispetto al programma e nei costi preventivati. La prima poltroncina del nuovo stadio fu simbolicamente installata il 13 marzo 2006 dal centrocampista dell'Arsenal Abou Diaby. I fari furono testati per la prima volta il 25 giugno 2006 ed il giorno dopo furono montate le porte.
L'impianto fu inaugurato il 22 luglio 2006 in occasione di un'amichevole tra Arsenal e Ajax per omaggiare Dennis Bergkamp, prossimo al ritiro dall'attività agonistica; la partita fu vinta dagli inglesi per 2-1.
Secondo il contratto di sponsorizzazione con Fly Emirates, lo stadio è denominato Emirates Stadium dal 2006 per i successivi 15 anni. Nel novembre del 2012 il contratto è stato esteso fino al 2028.
L'Arsenal dovette attendere fino al 23 settembre 2006 per vincere la prima partita di campionato nella sua nuova casa, sconfiggendo lo Sheffield Utd per 3-0. La prima vittoria europea risaliva invece al 23 agosto, nel match di UEFA Champions League contro la Dinamo Zagabria, conclusosi sul risultato di 2-1.

## Amichevoli internazionali
A seguito di un accordo compiuto con la CBF e legato ai diritti televisivi, il 10 febbraio 2009 l'Emirates Stadium ospitò un incontro amichevole tra le Nazionali brasiliana e italiana.

## Galleria d'immagini

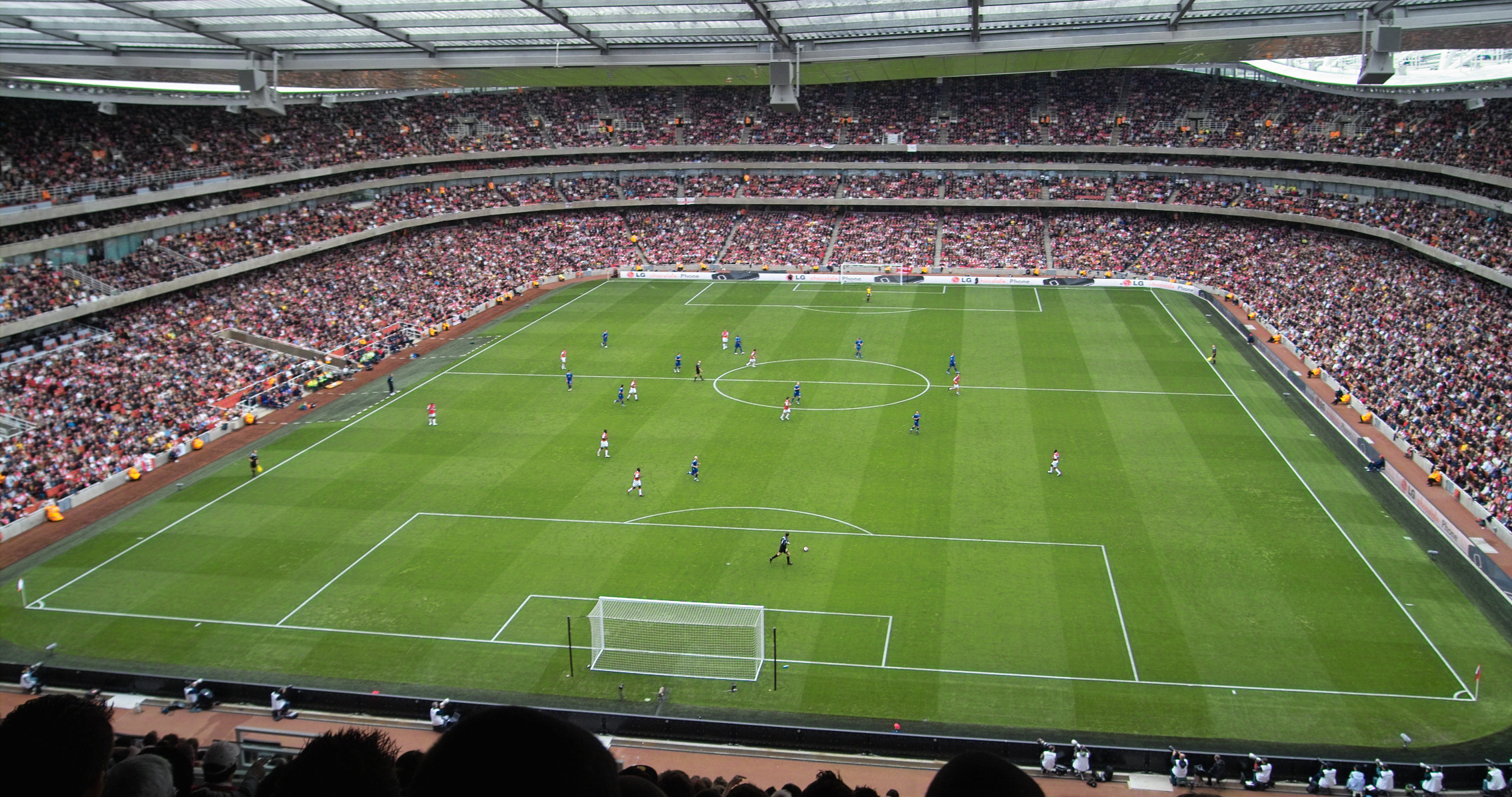
Partita Arsenal-Everton (2006)
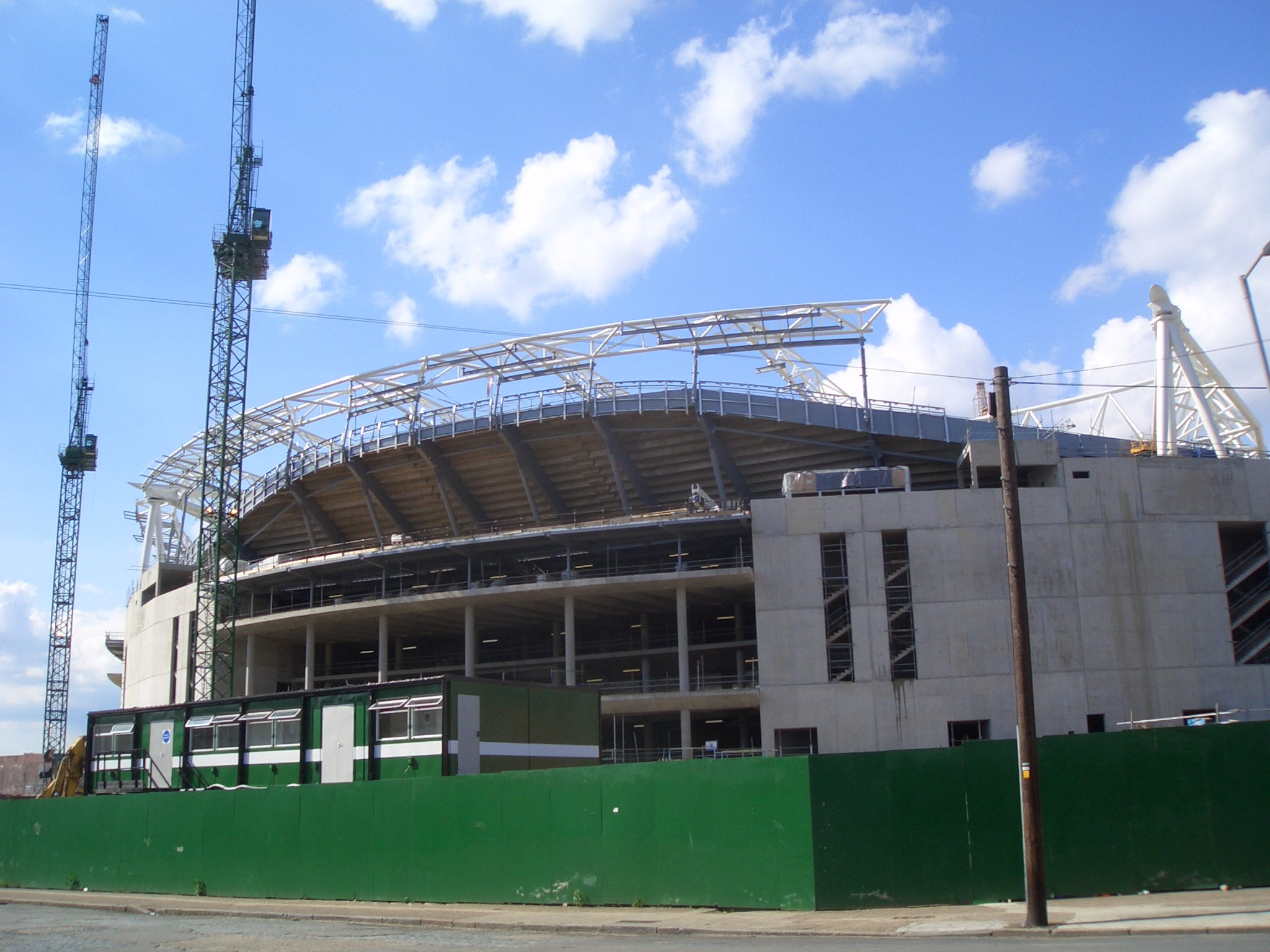
Esterno durante la costruzione
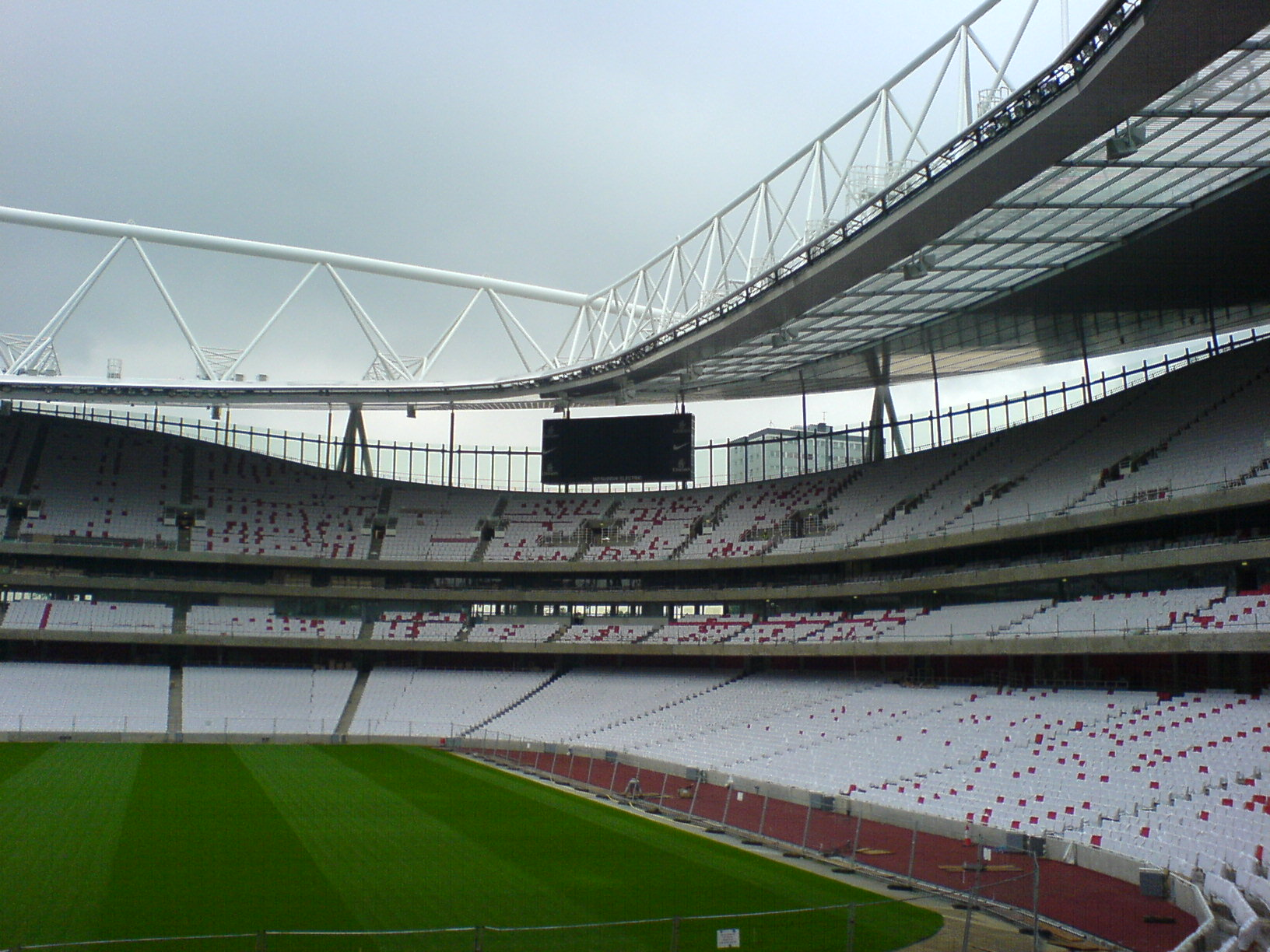
Interno prima dell'installazione dei seggiolini rossi
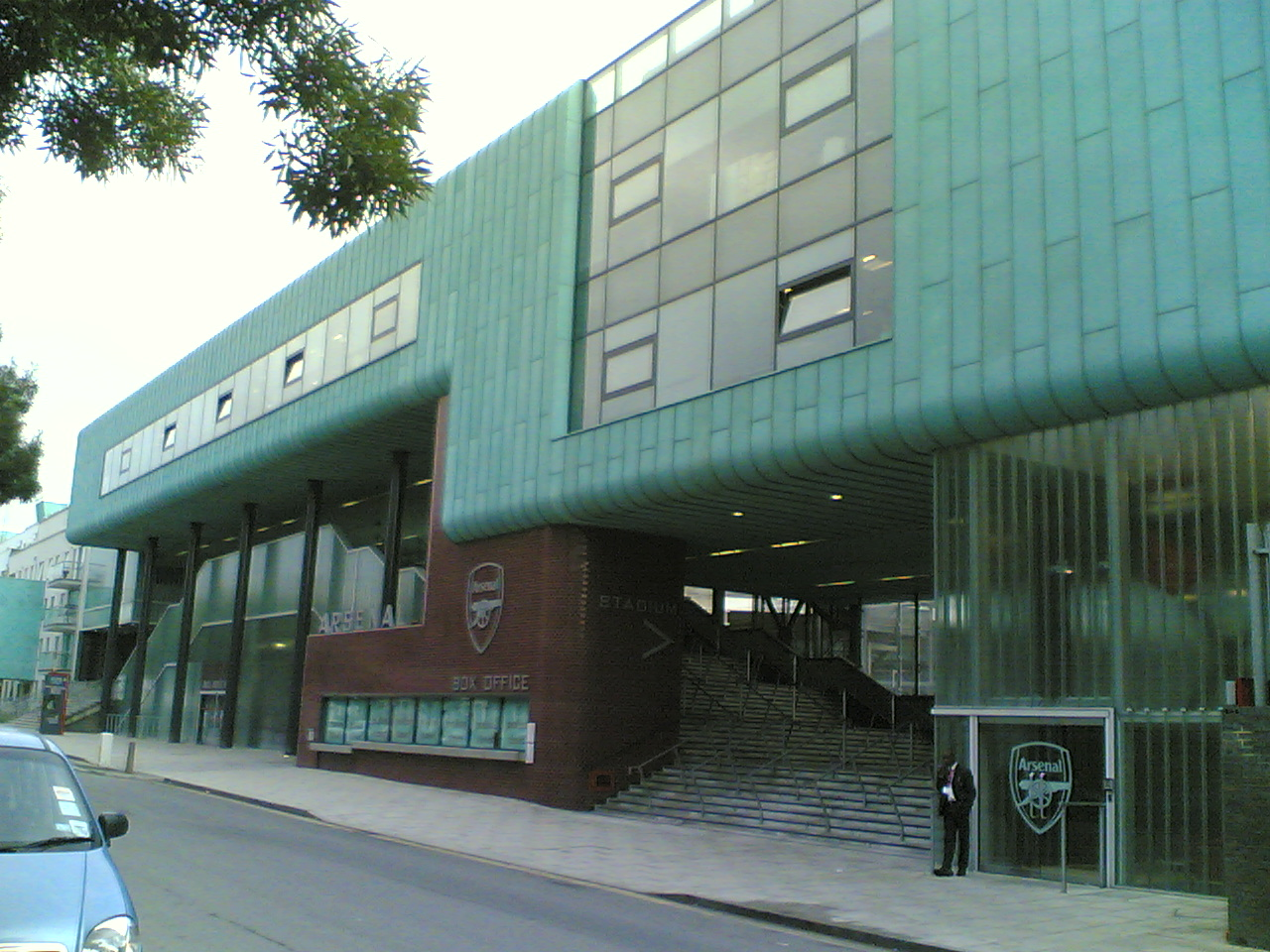
Entrata esterna
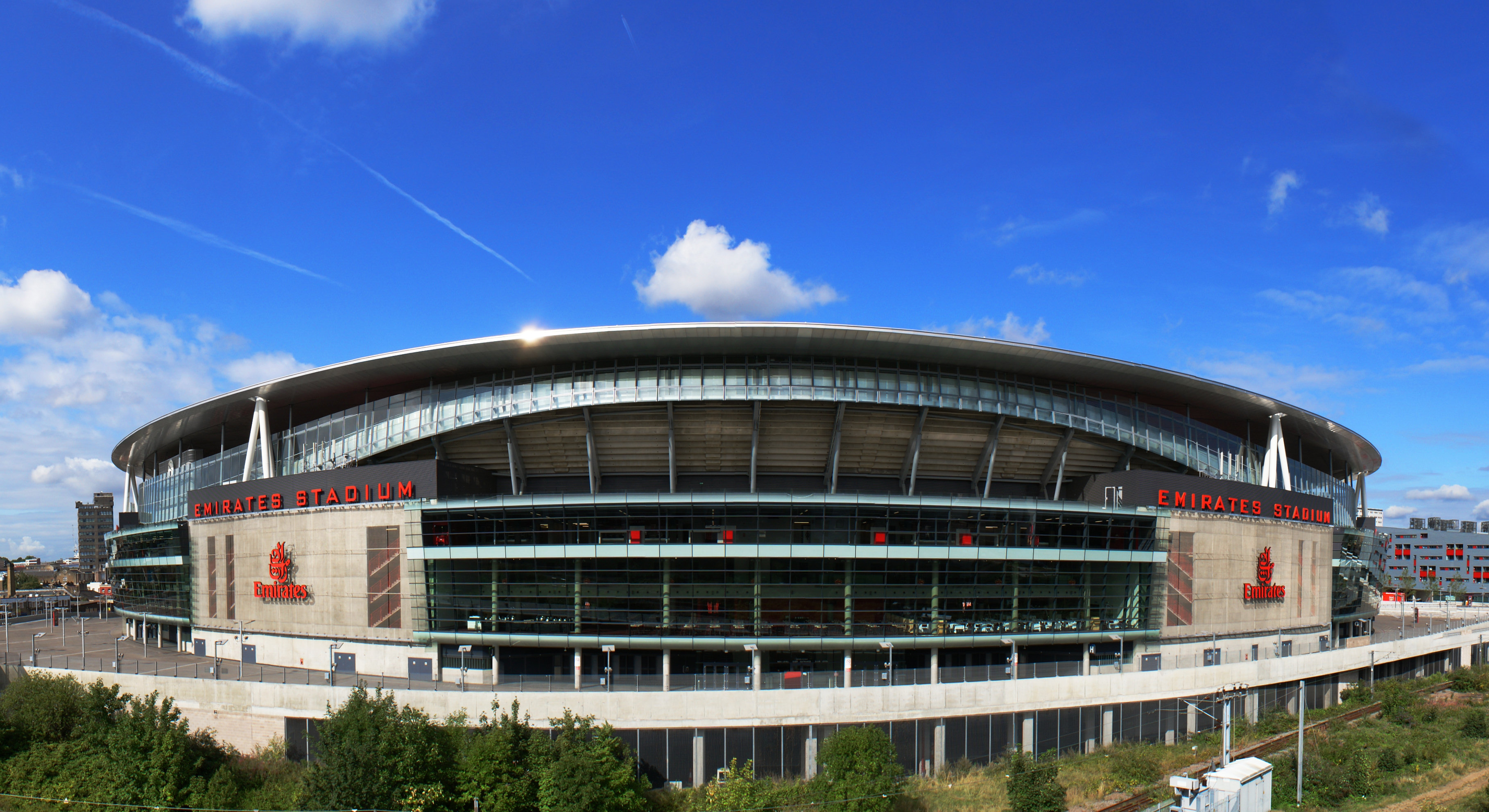
Lato dello stadio
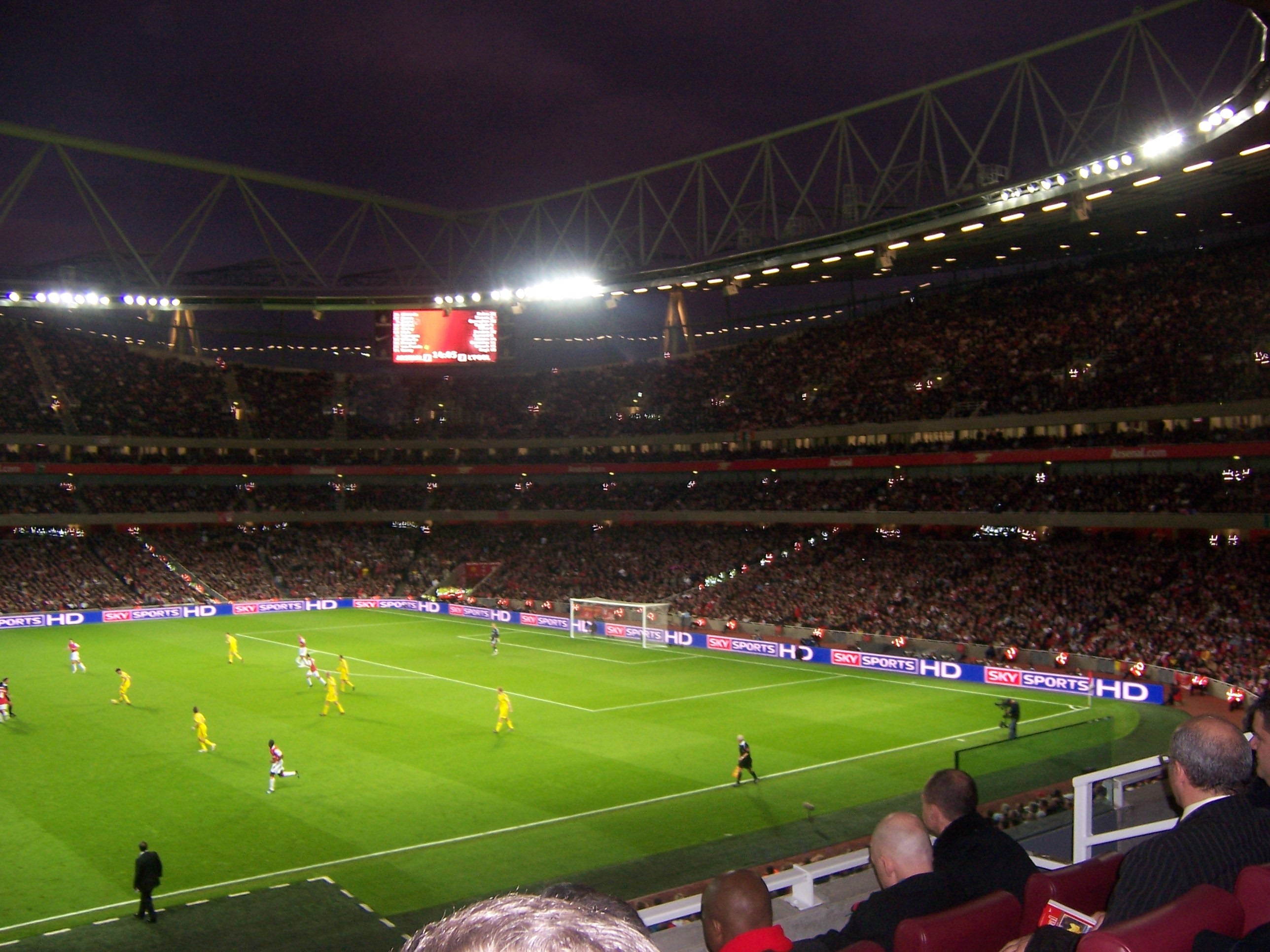
Partita Arsenal-Liverpool (2006)
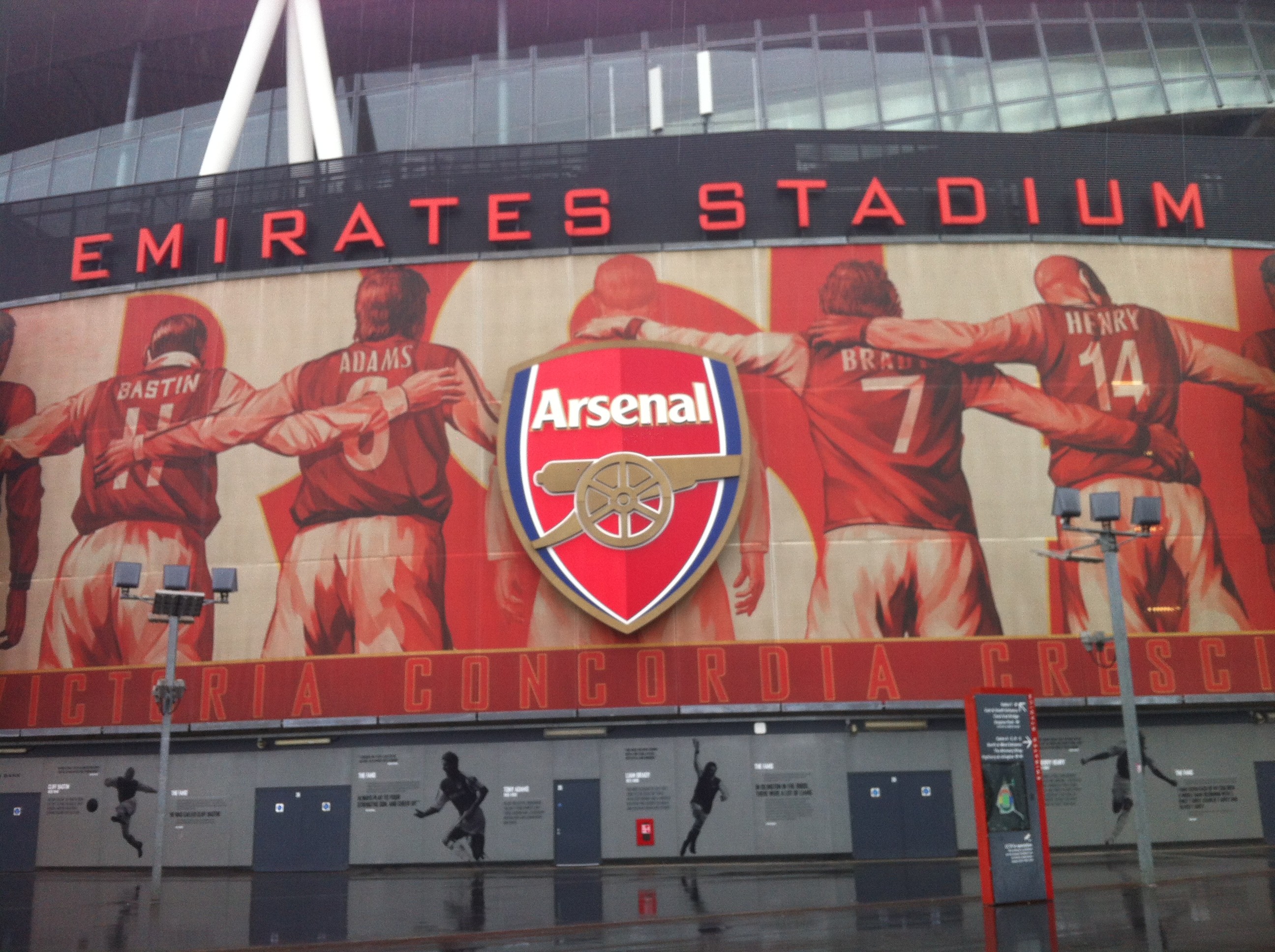
Logo all'esterno
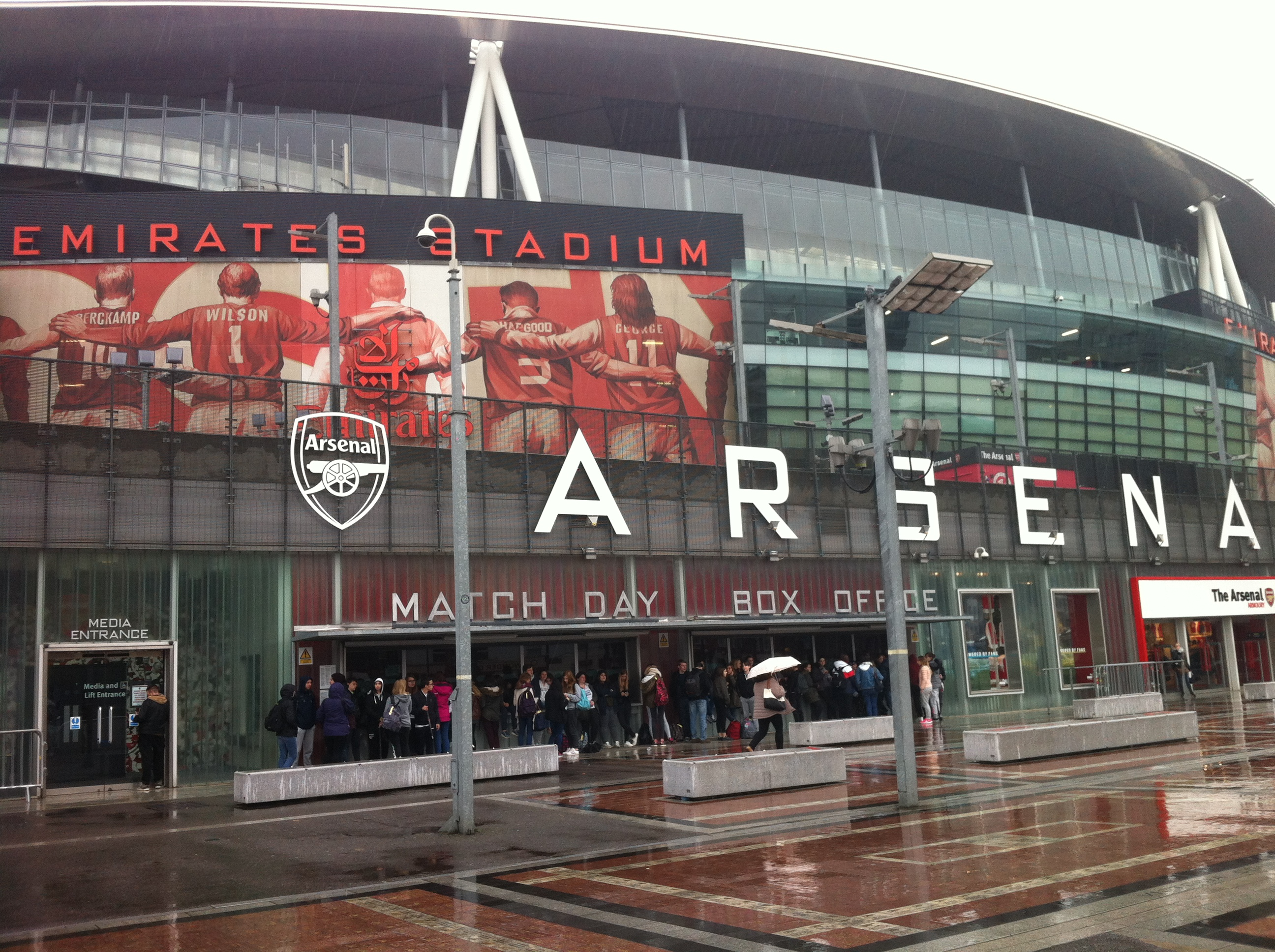
Esterno dello stadio
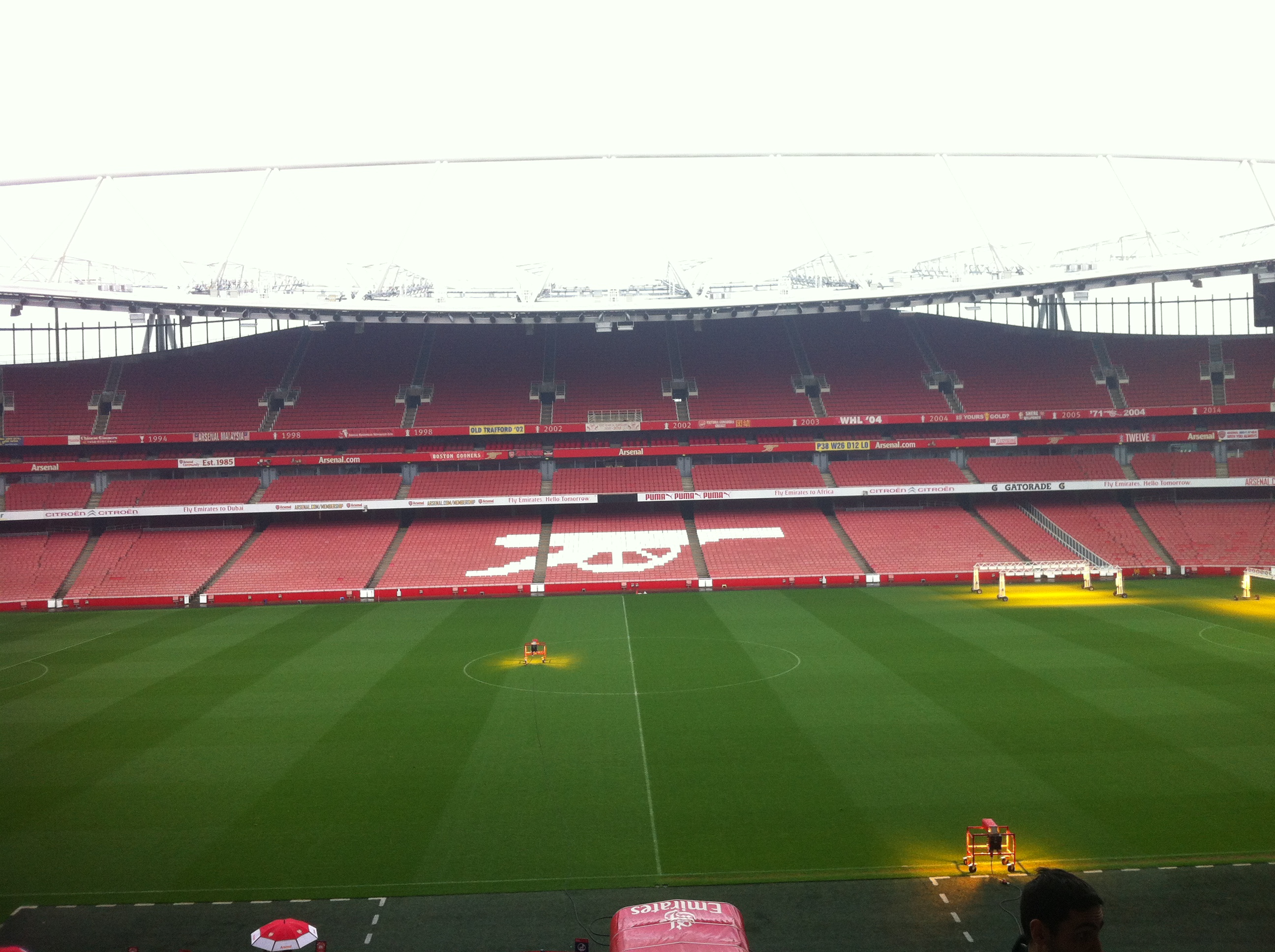
Veduta interna
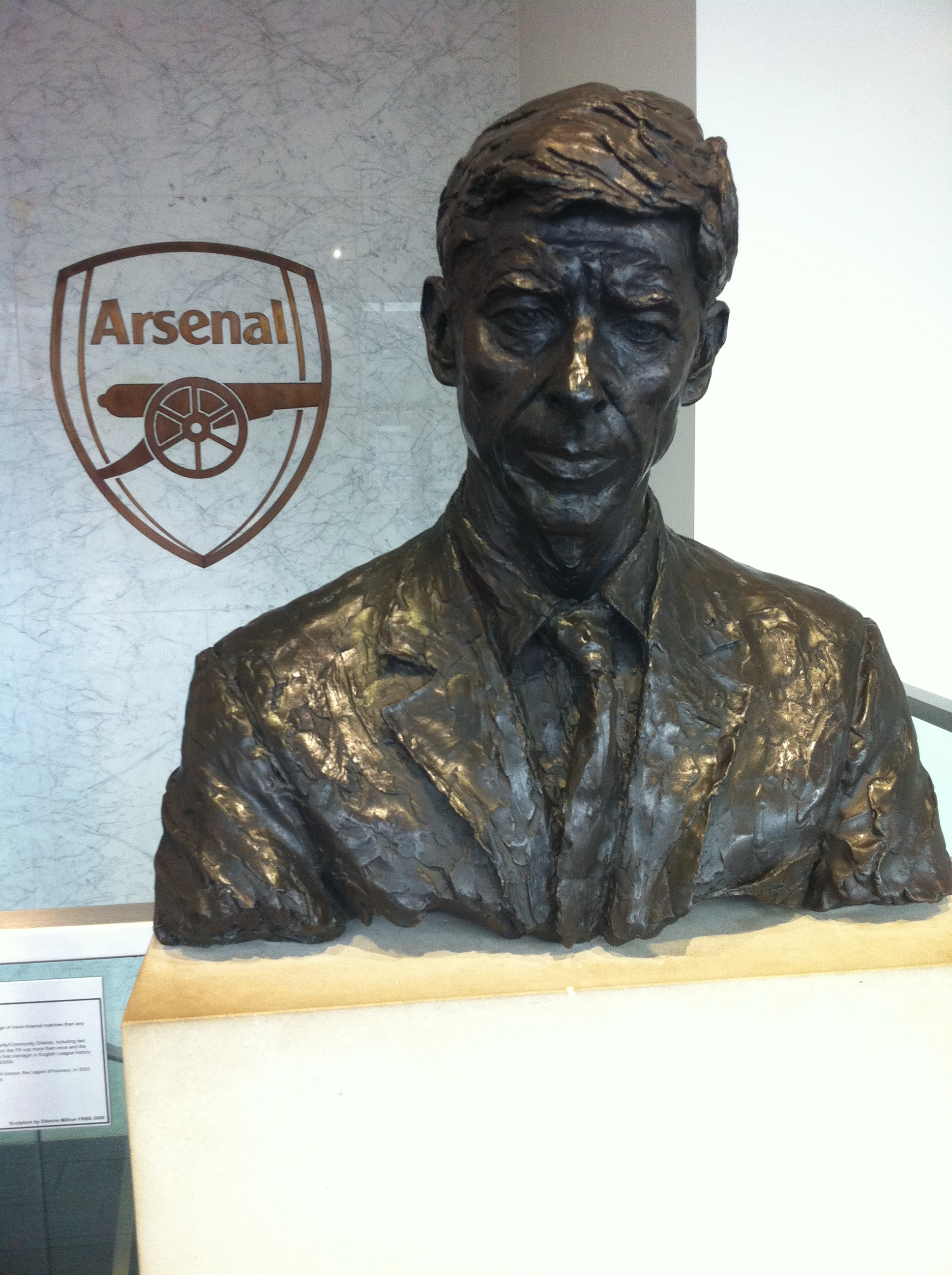
Busto di Arsene Wenger
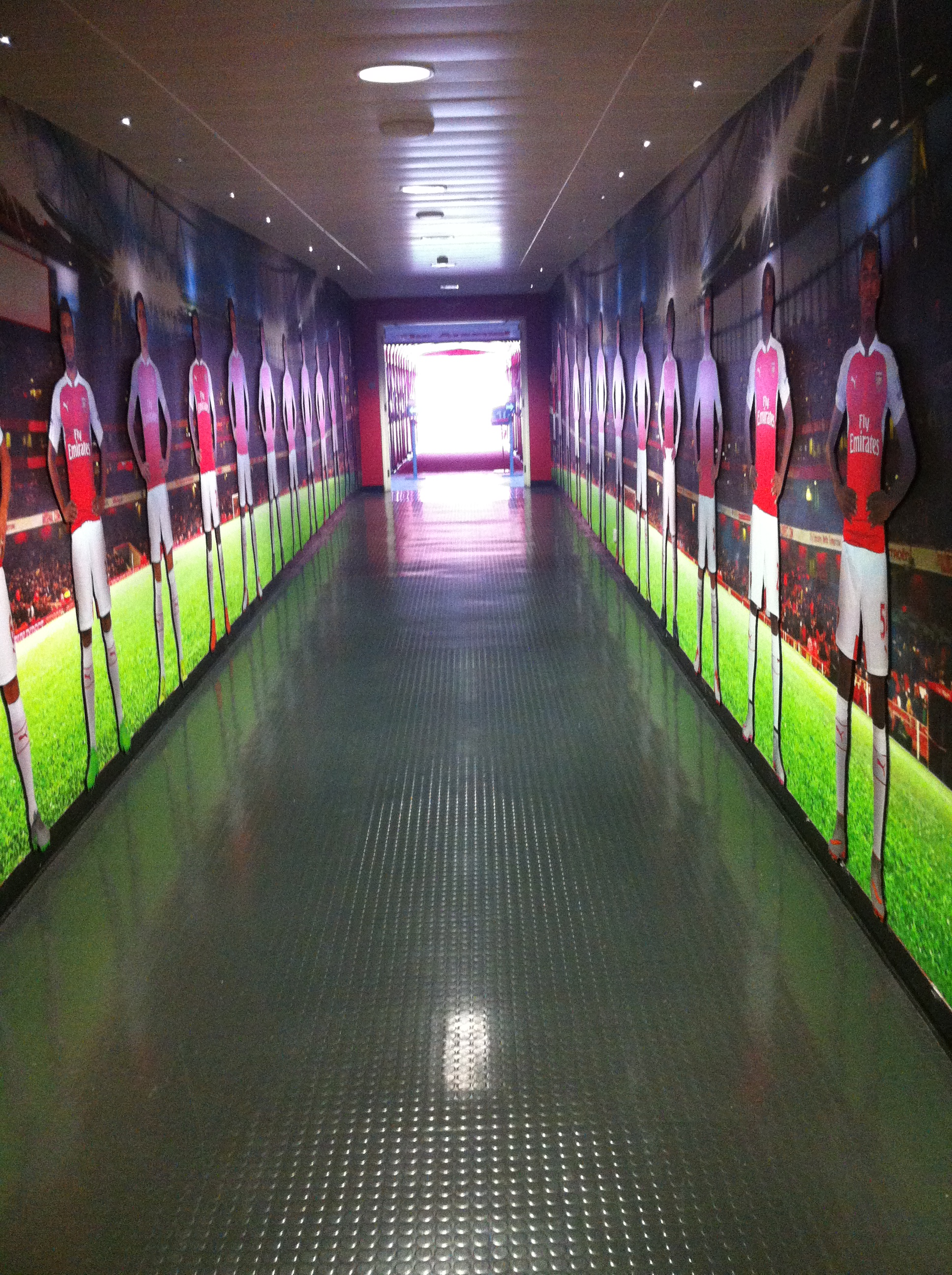
Tunnel che porta al terreno di gioco
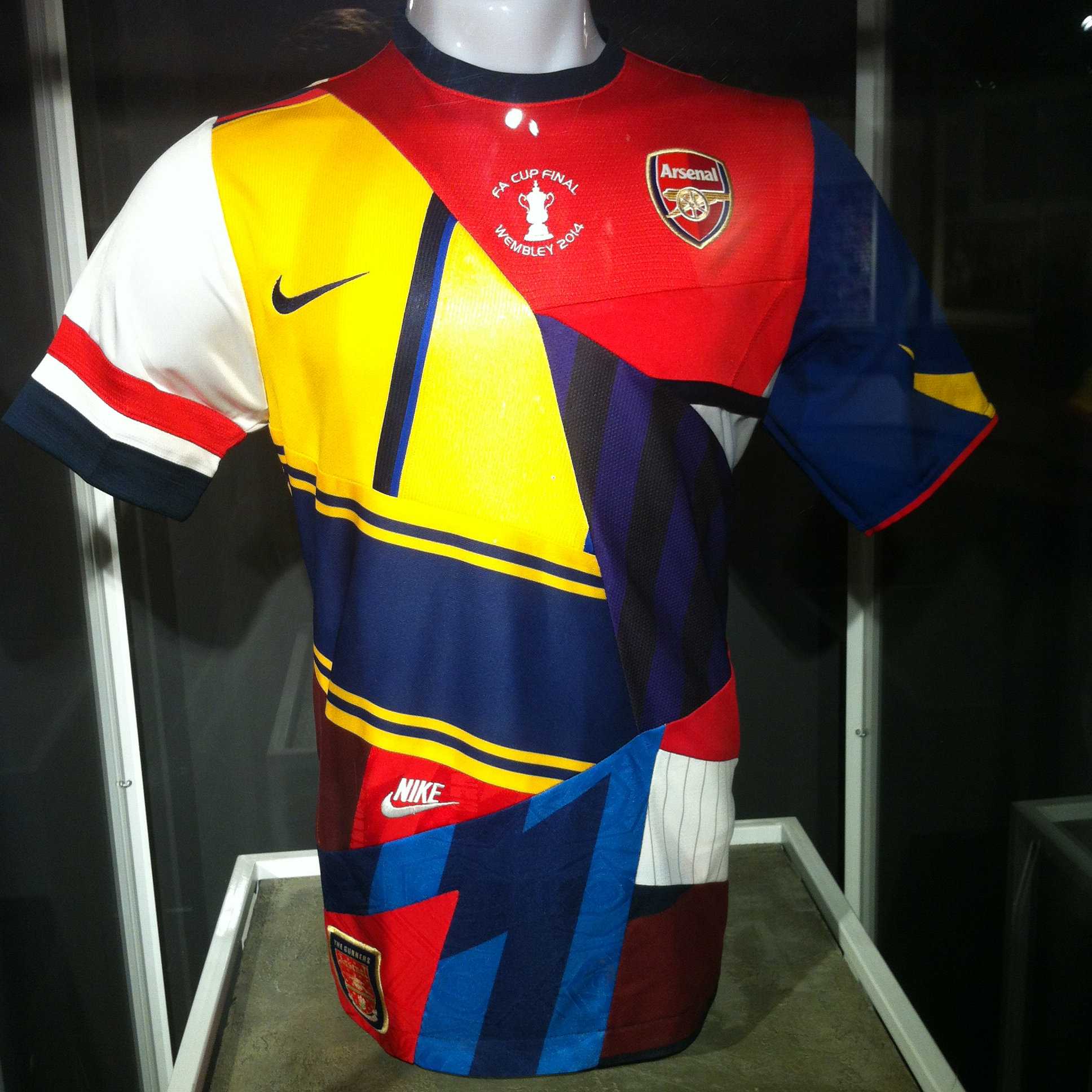
Maglia celebrativa della finale di FA Cup 2013-2014 posta nel museo interno allo stadio